# 7447 Marcusaurelius
A 7447 Marcusaurelius (ideiglenes jelöléssel 1142 T-3) a Naprendszer kisbolygóövében található aszteroida. Cornelis Johannes van Houten,  Ingrid van Houten-Groeneveld és Tom Gehrels fedezte fel 1977. október 17-én.